# Aleksandr Frantsevič Ragoza
Aleksandr Frantsevič Ragoza (in russo Алекса́ндр Фра́нцевич Рагоза́?; in ucraino Олександр Францевич Рогоза?; Vicebsk, 20 giugno 1858 – Odessa, 29 giugno 1919) è stato un generale ucraino che prestò servizio nell'esercito russo.

## Biografia
Nato il 20 giugno 1858 a Vicebsk, Ragoza era il figlio primogenito del nobile ucraino Franc Martynovič Ragoza. Seguendo l'esempio di suo padre, scelse di intraprendere la carriera militare ed entrò nel ginnasio militare di Polack, terminato il quale continuò la sua formazione nel 1874 alla Scuola di Artiglieria di Michajlovskij.
Venne posto nella 3ª brigata di granatieri e ricevette il proprio battesimo del fuoco sul fronte della guerra russo-turca del 1877-1878. Combattendo valorosamente, Ragoza ottenne diverse onorificenze e venne notato dai suoi superiori.
Nel 1883, Ragoza si diplomò all'Accademia Nikolaev per lo staff generale ed il 22 novembre di quello stesso anno divenne aiutante del quartier generale della 5ª divisione di fanteria. L'11 gennaio 1888 divenne assistente del quartier generale del distretto militare dell'Amur. Il 1º luglio 1888 divenne aiutante della cancelleria militare sotto il governatore della regione della Costa dell'Amur (Priamur) e il 30 agosto 1888 venne promosso al rango di tenente colonnello. Il 28 gennaio 1891 venne incaricato del quartier generale della fortezza di Kerch e venne promosso al grado di colonnello il 30 agosto 1892. Il 4 settembre 1896 divenne capo dello staff della 32ª divisione di fanteria ed il 10 marzo 1898 ottenne la posizione di capo dello staff della 5ª divisione di fanteria.
Il 27 aprile 1900, Ragoza ottenne il comando del 18º reggimento di fanteria e venne promosso maggiore generale il 2 marzo 1904, divenendo comandante della 1ª brigata della 27ª divisione di fanteria. Il 22 ottobre 1904 venne nominato capo dello staff del III corpo d'armata ed il 16 giugno del 1906 divenne comandante delle fortezze di Ust-Dvinsk. Ricevette la promozione a tenente generale il 13 aprile 1908. Il 17 marzo 1909 ottenne il comando della 19ª divisione di fanteria.

### La prima guerra mondiale
Quando l'Impero russo entrò nella prima guerra mondiale il 1º agosto 1914, Ragoza aveva ancora il comando della 19ª divisione di fanteria. Il 27 settembre 1914, divenne comandante del XXV corpo d'armata, parte della IX armata dell'impero russo. Guidò i propri uomini nella battaglia della Vistola nel settembre-ottobre 1914. Il 6 dicembre di quello stesso anno venne promosso al rango di generale di fanteria. A capo del XXV corpo d'armata, si distinse nelle battaglie di Wilkołaz e Urzędów sul finire di giugno del 1915, quando con un contrattacco sconfisse gli austro-ungarici della IV armata comandata dall'arciduca Giuseppe Ferdinando d'Asburgo-Lorena.
L'esercito russo ad ogni modo venne costretto a una ritirata strategica dalla Polonia verso la Bielorussia tra luglio e settembre del 1915 e creò così il fronte occidentale con quartier generale a Minsk. Dopo il completamento della ritirata, Ragoza venne nominato comandante della IV armata come parte di quello stesso fronte, il 20 settembre 1915. Per più di un anno rimase nell'area perlopiù statico, fronteggiando comunque i diversi tentativi dei tedeschi di sfondare la linea.
Nel marzo del 1916, quando il comandante della II armata, il generale Vladimir Vasil'evič Smirnov, si ammalò, Ragoza lo sostituì come pure nella IV armata. Sotto il comando di Ragoza, la II armata venne assegnata all'offensiva del lago Narač. Ragoza divise la II armata in tre gruppi e in una riserva. Il bianco destro, al comando del generale di cavalleria Michail Michajlovič Pleškov, era composto dal I corpo d'armata siberiano al comando dello stesso Pleškov, dal I corpo d'armata al comando del generale di fanteria Aleksandr Aleksandrovič Duškevič, dal XVII corpo d'armata al comando del generale di fanteria Dmitrij Balanin; il gruppo centrale era sottoposto al comando del generale di fanteria Otto Leonidas Sirelius ed era composto dal IV corpo d'armata siberiano al comando dello stesso Sirelius e dal XXXIV corpo d'armata al comando del generale di fanteria F. M. Vebel'; il fianco sinistro era sottoposto al comando del generale di fanteria Pëtr Semënovič Baluev ed era composto dal V corpo d'armata al comando di Baluev stesso, dal III corpo d'armata siberiano sotto il comando del tenente generale V. O. Trofimov, e dal XXV corpo d'armata al comando del tenente generale Pavel A. Parčevskij; la riserva era composta dal III corpo d'armata del Caucaso al comando del generale d'artiglieria V. A. Irmanov, dal XV corpo d'armata al comando del tenente generale Fëdor I. Torklus e dal XXXVI corpo d'armata del tenente generale N. N. Korotkevič. Il 18 marzo 1916, ebbe inizio l'offensiva del lago Naroch. I gruppi di Pleškov e Sirelius, avendo subito pesanti perdite, non riuscirono ad avere il successo sperato. Solo il gruppo di Bulaev riuscì a totalizzare qualche successo. Il 28 marzo 1916, per le pesanti perdite e la mancanza di risultati effettivi, l'offensiva venne fermata con 90.000 perdite a fronte di 10.000 caduti del nemico. Nell'aprile del 1916, Ragoza lasciò il comando della II armata al generale Smirnov.
Ragoza rimase al comando della IV armata, che nella prima metà di novembre del 1916 venne trasferita dalla Bielorussia alla Valacchia e poi sul fronte rumeno. Con il IV, il VII, l'VIII, il XIX ed il XXX corpo d'armata sotto il suo controllo, la IV armata di Ragoza venne coinvolta in pesanti battaglie sul fiume Râmnicul Sărat nel dicembre del 1916. Il 18 dicembre 1916, l'esercito imperiale tedesco riuscì a sfondare la giunzione tra la IV e la IX armata russe nella valle del Putna. Dopo alterne vicende, Ragoza venne costretto a ritirarsi dopo aver perso 40.000 uomini.
Dopo la rivoluzione di febbraio del 1917, Ragoza fu uno dei militari imperiali a mantenere il proprio posto di comando anche nell'esercito repubblicano come da disposizioni del nuovo Governo Provvisorio. Tra marzo e aprile del 1917, venne temporaneamente a ottenere il comando del fronte rumeno con la I e la II armata rumena sotto il suo comando. Il re di Romania, Ferdinando I, gli concesse personalmente la croce di III classe dell'Ordine di Michele.
Prima dell'offensiva dell'estate del 1917, la IV armata di Ragoza rimase per qualche tempo nella valle del Susita. Il piano per l'offensiva richiedeva il supporto della I armata rumena che avrebbe dovuto avanzare sulle colline dei Carpazi. Il 24 luglio 1917 ebbe inizio l'operazione, con il respingimento dei tedeschi nell'area ad opera del generale Pëtr Lomnovskij. Il 25 luglio 1917, il primo ministro del governo provvisorio russo, Aleksandr Kerenskij, inviò un ordine per cancellare l'operazione. Il 6 agosto 1917, le truppe tedesche attaccarono le posizioni della IV armata e sconfissero il XII corpo d'armata che perse 3000 uomini e si vide catturare 17 cannoni, ma vennero fermate dal fuoco d'artiglieria russo. Il successo dei tedeschi costrinse Ragoza a spostare il XII corpo d'armata a Siret e l'VIII corpo d'armata a Susita. Nella battaglia di Mărășești, la 13ª e la 71ª divisione della IV armata del VI corpo d'armata vennero respinte dall'attacco dei tedeschi sulla città di Mărășești. Il 9 agosto 1917, Ragoza lanciò una controffensiva col suo VIII corpo d'armata e respinse l'esercito tedesco. L'11 agosto 1917 le truppe tedesche prepararono un'altra aggressione alla città di Panciu, ma questa venne respinta. Ragoza pose sul fronte la I armata rumena comandata dal generale Eremia Grigorescu. Il 13 agosto 1917, col deteriorarsi delle condizioni delle sue truppe, Ragoza ordinò l'evacuazione di Mărășești. Grigorescu si rifiutò di ritirarsi e pertanto il generale russo Dmitrij Ščerbačëv venne chiamato a sostituirlo, trasferendo tutti gli uomini in Moldavia settentrionale. Nella battaglia di Mărășești persero la vita 70.000 uomini.

### La rivoluzione d'ottobre e la guerra civile russa
Dopo la rivoluzione d'ottobre del 1917, la commissione militare bolscevica rimosse Ragoza dal comando della IV armata il 21 novembre 1917. A seguito della rivoluzione di febbraio del 1917, la Repubblica Popolare Ucraina aveva dichiarato la propria indipendenza dalla Russia nel giugno del 1917, ma un colpo di stato nell'aprile del 1918 sotto la supervisione della Germania aveva rimpiazzato il regime con una dittatura anti-bolscevica guidata dall'atamano di Ucraina, Pavlo Skoropads'kyj, che mise fuori legge tutti i partiti politici socialisti, stabilendo un nuovo stato ucraino e creando un fronte anti-comunista. In quanto ucraino per nascita, Ragoza nell'aprile del 1918 venne prescelto quale atamano dell'esercito ucraino e decise di aderire al governo di Skoropads'kyj come ministro della guerra nel maggio del 1918. Iniziò ad organizzare l'esercito con otto corpi di fanteria, ristabilendo il corpo dei cosacchi ucraini e reclutando anche diversi ufficiali provenienti dall'ex esercito imperiale russo per lo scopo, introducendo l'ucraino come nuova lingua in uso all'esercito locale. Quando la Germania ritirò il suo supporto alle operazioni dopo l'armistizio dell'11 novembre 1918 che pose fine alla prima guerra mondiale, il governo di Skoropads'kyj, come pure il ruolo di Ragoza come ministro (14 novembre). La repubblica popolare ucraina riprese il potere, ma Ragoza si rifiutò di servire il nuovo stato. Il 15 dicembre 1918 venne arrestato a Kiev, ma venne rilasciato poco dopo.
Ragoza si portò quindi Odessa (dove pure si trovavano delle cellule dell'esercito di volontari zaristi) con l'obbiettivo di emigrare o raggiungere in alternativa la regione del Kuban' ed unirsi all'esercito dei Bianchi nella lotta contro i Bolscevichi, ma non vi riuscì. Si rifiutò di lasciare la città di Odessa quando le truppe dell'Armata Rossa al comando di Nykyfor Hryhor"jev si avvicinarono, e quando gli uomini di Hryhor"jev occuparono la città nel marzo del 1919, Ragoza venne arrestato e fucilato il 29 giugno 1919 nella piazza Katerynyns'ka quando egli si dichiarò contrario ad aderire all'Armata Rossa.